# Школа рок-н-ролла навечно
«Школа рок-н-ролла навечно» (англ. Rock'N'Roll High School Forever) — фильм режиссёра Деборы Брок. Фильм является сиквелом фильма Rock ’n’ Roll High School.

## Сюжет
Действие фильма начинается 14 мая. В школе Рональда Рейгана этот день считается днём рок-н-ролла. Ученики выводят из строя водопроводные трубы и в школе начинается суматоха. Организаторами были Джес Дэвис, Джонс, Мэг и Стелла, четверо членов группы «The Eradicators». Пока все в замешательстве, 5-й член группы Намрок катается по холлу школы на дерт-велосипеде. В связи с беспорядками, совет попечителей решает, что глава школы МакГри не может поддерживать дисциплину и не способен управлять школой на должном уровне.
Главе школы сообщают, что его функции будет исполнять некая новая фигура. На следующий день чёрная машина паркуется возле школы и из неё выходит мужчина в костюме.

## В ролях
- Кори Фельдман — Джесси Дэвис
- Ларри Линвилл
- Мэри Воронов — доктор Вадар
- Кэмерон Бэнкрофт — Джек
- Эван Ричардс — Мэг
- Лиан Александра Кёртис — Стелла
- Джейсон Лайвли — Донован
- Бринн Хоррокс
- Патрик Мэлоун — Джонс
- Майкл Серверис
- Чарльз Ноуленд — Рэй

## Съёмочная группа
- Режиссёр: Дебора Брок
- Продюсеры: Дон Дэниэл, Брюс Стаблфилд
- Композитор: Кори Фельдман

## Слоган
- «The high school comedy about the 3 R’s-Rock-Rock-and Rock!»